# Blood Brothers (álbum de Blind Channel)
Blood Brothers es el segundo álbum de la banda finlandesa Blind Channel. El álbum fue lanzado el 20 de abril de 2018. La grabación comenzó después de la mayoría de los conciertos dedicados a apoyar el álbum Revolutions. En diciembre de 2017, el grupo anunció que habían terminado la grabación del álbum. El álbum fue producido por Jonas Olsson, quien también había trabajado en el álbum anterior. Revisado por Musicalypse y KaaoZine, el álbum recibió una de las calificaciones más altas de ese año, ambos críticos le dieron al álbum nueve de diez estrellas.

## Historia
La lista de canciones del álbum incluía la canción "Scream", dedicada a Chester Bennington, cantante principal de Linkin Park, quien se había suicidado en julio de 2017. Blind Channel explicó este acto por el hecho de que la banda se inspiró en el trabajo de Linkin Park. Además, Niko Moilanen y Joel Hokka presentaron un video con una Versión cover de "Numb", una de las canciones de Linkin Park. Oficialmente, el grupo no lanzó la portada y no se incluyó en la lista de pistas del álbum, a pesar de que Hokka y Moilanen expresaron la idea de que honrar la memoria de Chester Bennington no era suficiente. In support of the Blood Brothers album, the band organised a Finnish tour and played several shows abroad.
La canción "Elephant in the Room" es una colaboración con Spaz Caroon, el hermano menor del solista de Niko Moilanen.

## Lista de canciones
| CD / Descarga digital |                                                |        |        |         |          |  |
| N.º                   | Título                                         | Letras | Música | Arreglo | Duración |  |
| 1.                    | «Trigger»                                      |        |        |         | 3:00     |  |
| 2.                    | «Elephant in the Room (featuring Spaz Caroon)» |        |        |         | 3:29     |  |
| 3.                    | «Out of Town»                                  |        |        |         | 3:12     |  |
| 4.                    | «My Heart Is a Hurricane»                      |        |        |         | 3:14     |  |
| 5.                    | «Giants»                                       |        |        |         | 3:18     |  |
| 6.                    | «Like a Brother»                               |        |        |         | 3:30     |  |
| 7.                    | «Alone Against All»                            |        |        |         | 3:25     |  |
| 8.                    | «Scream»                                       |        |        |         | 3:19     |  |
| 9.                    | «IDFU»                                         |        |        |         | 2:41     |  |
| 10.                   | «Sharks Love Blood»                            |        |        |         | 3:29     |  |
| 11.                   | «Wolf Pack»                                    |        |        |         | 3:17     |  |
| 35:11                 |                                                |        |        |         |          |  |

## Créditos
- Joel Hokka – voz, guitarra
- Niko Moilanen – voz
- Joonas Porko – guitarra, coros
- Olli Matela – bajo
- Tommi Lalli – batería
- Spaz Caroon - voz en "Elephant in the Room"

## Posicionamiento en listas
| Chart (2021)                        | Mejor posición |
| ----------------------------------- | -------------- |
| Finlandia (Suomen Virallinen Lista) | 30             |